# Keinan Davis
Keinan Vincent Joseph Davis (Stevenage, Inglaterra, Reino Unido, 13 de febrero de 1998) es un futbolista inglés. Juega de delantero y su equipo es el Udinese Calcio de la Serie A de Italia.

## Trayectoria
Luego de formar parte de las inferiores del Stevenage F. C. y el Biggleswade Town F. C., llegó al Aston Villa F. C. en diciembre de 2015 a los 17 años. Debutó con el primer equipo en enero de 2017 contra el Tottenham Hotspur en la FA Cup, partido que terminó con el resultado de 2-0 para los londinenses.
Cinco años después de ese momento abandonó el club de manera temporal para jugar cedido en el Nottingham Forest F. C. lo que restaba de temporada, logrando ascender a la Premier League. De cara a la siguiente campaña volvió a ser prestado, siendo el Watford F. C. su destino.
El 1 de septiembre de 2023 se desvinculó definitivamente del equipo de Birmingham al ser traspasado al Udinese Calcio.

## Selección nacional
Entre 2017 y 2018 fue internacional con la selección de Inglaterra sub-20.

## Estadísticas
Actualizado al último partido disputado el 25 de mayo de 2025.
| Club | Div.          | Temporada     | Liga(1) | Liga(1) | Copas nacionales(2) | Copas nacionales(2) | Total | Total |
| Club | Div.          | Temporada     | Part.   | Goles   | Part.               | Goles               | Part. | Goles |
| --- | ------------- | ------------- | ------- | ------- | ------------------- | ------------------- | ----- | ----- |
| Aston Villa F. C. Inglaterra | 2.ª           | 2016-17       | 6       | 0       | 1                   | 0                   | 7     | 0     |
| Aston Villa F. C. Inglaterra | 2.ª           | 2017-18       | 28      | 2       | 2                   | 1                   | 30    | 3     |
| Aston Villa F. C. Inglaterra | 2.ª           | 2018-19       | 6       | 0       | 1                   | 0                   | 7     | 0     |
| Aston Villa F. C. Inglaterra | 1.ª           | 2019-20       | 18      | 0       | 5                   | 1                   | 23    | 1     |
| Aston Villa F. C. Inglaterra | 1.ª           | 2020-21       | 15      | 1       | 3                   | 1                   | 18    | 2     |
| Aston Villa F. C. Inglaterra | 1.ª           | 2021-22       | 1       | 0       | 0                   | 0                   | 1     | 0     |
| Aston Villa F. C. Inglaterra | Total club    | Total club    | 74      | 3       | 12                  | 3                   | 86    | 6     |
| Nottingham Forest F. C. Inglaterra | 2.ª           | 2021-22       | 18      | 5       | 4                   | 0                   | 22    | 5     |
| Nottingham Forest F. C. Inglaterra | Total club    | Total club    | 18      | 5       | 4                   | 0                   | 22    | 5     |
| Watford F. C. Inglaterra | 2.ª           | 2022-23       | 34      | 7       | 0                   | 0                   | 34    | 7     |
| Watford F. C. Inglaterra | Total club    | Total club    | 34      | 7       | 0                   | 0                   | 34    | 7     |
| Udinese Calcio · Italia | 1.ª           | 2023-24       | 8       | 1       | 0                   | 0                   | 8     | 1     |
| Udinese Calcio · Italia | 1.ª           | 2024-25       | 23      | 2       | 2                   | 1                   | 25    | 3     |
| Udinese Calcio · Italia | Total club    | Total club    | 31      | 3       | 2                   | 1                   | 33    | 4     |
| Total carrera | Total carrera | Total carrera | 157     | 18      | 18                  | 4                   | 175   | 22    |
| (1) Incluye datos de los playoffs de la EFL Championship. (2) Incluye datos de la Copa de la Liga de Inglaterra, FA Cup y Copa Italia. |               |               |         |         |                     |                     |       |       |